# Good Morning! (槇原敬之の曲)
「Good Morning!」（グッド・モーニング!）は、2003年6月25日に発売された槇原敬之の30枚目のシングル。発売元はワーナーミュージック・ジャパン。

## 概要
2か月連続発売シングルでワーナーミュージック・ジャパンから発売された最後のシングル。バックコーラスに角田信朗を迎えた実験的シングル。MVでは槇原と角田が和服姿で登場。MVは2022年5月18日にYouTubeにて公開されている。2004年に発売されたシングルベスト・アルバム『Completely Recorded』にて初収録。C/Wは「Good Morning!」「君の名前を呼んだ後に」の英語バージョンと1996年発表の英語詞シングル「COWBOY」リミックスを収録している。

## 収録曲
作詞・作曲・編曲：槇原敬之（特記以外）／編曲：飯尾芳史（4）
1. Good Morning!
2. Good Morning!（English Version）
3. After calling your name
4. Cowboy REMIX（'03 IIO MIX）
5. Good Morning!（Instrumental Version）